# Cistus obtusifolius
Cistus obtusifolius là một loài thực vật có hoa trong họ Nham mân khôi. Loài này được Sweet mô tả khoa học đầu tiên năm 1827.